# La Cocha
La Cocha è una città dell'Argentina, capoluogo dell'omonimo dipartimento appartenente alla provincia di Tucumán.